# Данді (Мічиган)
Данді (англ. Dundee) — селище (англ. village) в США, в окрузі Монро штату Мічиган. Населення — 5323 особи (2020).

## Географія
Данді розташоване за координатами 41°57′45″ пн. ш. 83°39′58″ зх. д. / 41.96250° пн. ш. 83.66611° зх. д. (41.962448, -83.666064).  За даними Бюро перепису населення США в 2010 році селище мало площу 15,75 км², з яких 15,64 км² — суходіл та 0,11 км² — водойми. В 2017 році площа становила 13,68 км², з яких 13,58 км² — суходіл та 0,10 км² — водойми.

## Демографія
Згідно з переписом 2010 року, у селищі мешкало 3957 осіб у 1539 домогосподарствах у складі 1035 родин. Густота населення становила 251 особа/км².  Було 1742 помешкання (111/км²).
Расовий склад населення:
| - 96,5 % — білих - 0,9 % — чорних або афроамериканців - 0,5 % — азіатів - 0,4 % — корінних американців |

До двох чи більше рас належало 1,2 %. Частка іспаномовних становила 2,6 % від усіх жителів.
За віковим діапазоном населення розподілялося таким чином: 27,0 % — особи молодші 18 років, 61,8 % — особи у віці 18—64 років, 11,2 % — особи у віці 65 років та старші. Медіана віку мешканця становила 34,3 року. На 100 осіб жіночої статі у селищі припадало 92,8 чоловіків;  на 100 жінок у віці від 18 років та старших — 87,9 чоловіків також старших 18 років.
Середній дохід на одне домашнє господарство  становив 53 632 долари США (медіана — 44 212), а середній дохід на одну сім'ю — 63 081 долар (медіана — 55 816). Медіана доходів становила 47 349 доларів для чоловіків та 32 355 доларів для жінок. За межею бідності перебувало 12,2 % осіб, у тому числі 13,9 % дітей у віці до 18 років та 12,7 % осіб у віці 65 років та старших.
Цивільне працевлаштоване населення становило 1677 осіб. Основні галузі зайнятості: освіта, охорона здоров'я та соціальна допомога — 24,3 %, виробництво — 22,7 %, роздрібна торгівля — 15,6 %, науковці, спеціалісти, менеджери — 8,9 %.